# Samenstelling Belgische Senaat 1848-1851
De lijst van leden van de Belgische Senaat van 1848 tot 1851. De Senaat telde toen 54 zetels. Het nationale kiesstelsel was in die periode gebaseerd op cijnskiesrecht, volgens een systeem van een meerderheidsstelsel, gecombineerd met een districtenstelsel. Iedere Belg die ouder dan 25 jaar was en een bepaalde hoeveelheid cijns betaalde, kreeg stemrecht. Hierdoor was er een beperkt kiezerskorps. 
De legislatuur liep van 26 juni 1848 tot 3 september 1851 en volgde uit de verkiezingen van 13 juni 1848. Bij deze verkiezingen werden alle 54 senatoren verkozen. 
Tijdens deze legislatuur was de regering-Rogier I (augustus 1847 - oktober 1852) in functie, een liberale meerderheid.

## Samenstelling
| Begin legislatuur (1848) | Begin legislatuur (1848) | Begin legislatuur (1848) | Einde legislatuur (1851) | Einde legislatuur (1851) | Einde legislatuur (1851) |
| Fractie                  | Fractie                  | Zetels                   | Fractie                  | Fractie                  | Zetels                   |
| ------------------------ | ------------------------ | ------------------------ | ------------------------ | ------------------------ | ------------------------ |
|                          | Liberalen                | 37                       |                          | Liberalen                | 35                       |
|                          | Katholieken              | 17                       |                          | Katholieken              | 19                       |

Wijzigingen in fractiesamenstelling:
- In mei 1849 overlijdt de liberaal Edouard Malou. Zijn opvolger wordt de katholiek Jean-Baptiste Malou-Vandenpeereboom (zijn broer).
- In juli 1849 neemt de liberaal Henri Bernard Ysenbrant ontslag. Zijn opvolger wordt de katholiek Jules Joseph d'Anethan.
- In 1850 neemt de liberaal François-Philippe de Haussy ontslag. Zijn opvolger wordt de katholiek Eugène François de Dorlodot.
- In 1851 neemt de katholiek Philippe De Ridder ontslag. Zijn opvolger wordt de liberaal Gustave Pecsteen.

## Lijst van de senatoren
| Senator                                   | Partij    | Aanduiding                   | Kieskring                | Opmerkingen |
| ----------------------------------------- | --------- | ---------------------------- | ------------------------ | --- |
| Edouard Cogels                            | Katholiek | Rechtstreeks gekozen senator | Antwerpen                | |
| Joseph de Baillet                         | Katholiek | Rechtstreeks gekozen senator | Antwerpen                | Ondervoorzitter. |
| Charles du Trieu de Terdonck              | Liberaal  | Rechtstreeks gekozen senator | Mechelen                 | |
| Charles-Joseph d'Ursel                    | Liberaal  | Rechtstreeks gekozen senator | Mechelen                 | Vanaf 12 januari 1850 voorzitter van de commissie Openbare Werken. |
| Philippe Gillès de 's Gravenwezel         | Katholiek | Rechtstreeks gekozen senator | Turnhout                 | |
| François Dindal                           | Liberaal  | Rechtstreeks gekozen senator | Brussel                  | Ondervoorzitter. |
| Joseph Van Schoor                         | Liberaal  | Rechtstreeks gekozen senator | Brussel                  | Quaestor. |
| François-Jean Wyns de Raucourt            | Liberaal  | Rechtstreeks gekozen senator | Brussel                  | Vanaf 12 januari 1850 voorzitter van de commissie Justitie. |
| Louis de Marnix                           | Liberaal  | Rechtstreeks gekozen senator | Brussel                  | Quaestor. |
| André Van Muysen                          | Liberaal  | Rechtstreeks gekozen senator | Brussel                  | |
| Ferdinand d'Udekem de Guertechin          | Liberaal  | Rechtstreeks gekozen senator | Leuven                   | |
| Philippe de Wouters d'Oplinter            | Katholiek | Rechtstreeks gekozen senator | Leuven                   | |
| Théodore Mosselman du Chenoy              | Liberaal  | Rechtstreeks gekozen senator | Nijvel                   | |
| Jacques Coghen                            | Liberaal  | Rechtstreeks gekozen senator | Nijvel                   | |
| Jean-Marie de Pelichy van Huerne          | Katholiek | Rechtstreeks gekozen senator | Brugge                   | |
| Charles Van Woumen                        | Liberaal  | Rechtstreeks gekozen senator | Diksmuide                | |
| Gustave Pecsteen                          | Liberaal  | Rechtstreeks gekozen senator | Veurne-Oostende          | Vervangt vanaf 2 april 1851 Philippe De Ridder (Katholiek), die om gezondheidsredenen ontslag neemt.                                                                                                  |
| Jules Joseph d'Anethan                    | Katholiek | Rechtstreeks gekozen senator | Tielt                    | Vervangt vanaf 14 november 1849 Henri Bernard Ysenbrant (Liberaal), die om gezondheidsredenen ontslag neemt.                                                                                          |
| Joseph De Neckere                         | Katholiek | Rechtstreeks gekozen senator | Roeselare                | |
| Félix Bethune                             | Katholiek | Rechtstreeks gekozen senator | Kortrijk                 | |
| Charles De Schietere                      | Liberaal  | Rechtstreeks gekozen senator | Kortrijk                 | |
| Jean-Baptiste Malou-Vandenpeereboom       | Katholiek | Rechtstreeks gekozen senator | Ieper                    | Vervangt vanaf 6 juli 1849 de overleden Edouard Malou (Liberaal). |
| Ferdinand d'Hoop                          | Katholiek | Rechtstreeks gekozen senator | Eeklo                    | |
| Edouard Grenier                           | Liberaal  | Rechtstreeks gekozen senator | Gent                     | |
| Franz Vergauwen                           | Liberaal  | Rechtstreeks gekozen senator | Gent                     | Secretaris. |
| Pierre van Remoortere de Naeyer           | Liberaal  | Rechtstreeks gekozen senator | Gent                     | |
| Philippe Vilain XIIII                     | Katholiek | Rechtstreeks gekozen senator | Sint-Niklaas             | Vanaf 12 januari 1850 voorzitter van de commissie Financiën. |
| Jean Cassiers                             | Katholiek | Rechtstreeks gekozen senator | Sint-Niklaas             | |
| Prosper Christyn de Ribaucourt            | Katholiek | Rechtstreeks gekozen senator | Dendermonde              | |
| Charles Rodriguez d'Evora y Vega          | Katholiek | Rechtstreeks gekozen senator | Oudenaarde               | |
| Jean-Baptiste Joseph d'Hane de Steenhuyse | Katholiek | Rechtstreeks gekozen senator | Aalst                    | |
| Prosper Spitaels                          | Liberaal  | Rechtstreeks gekozen senator | Aalst                    | |
| Philémon de Bagenrieux                    | Liberaal  | Rechtstreeks gekozen senator | Bergen                   | Vervangt vanaf 6 juni 1849 de overleden Dominique Siraut. |
| Alexandre de Royer de Dour                | Liberaal  | Rechtstreeks gekozen senator | Bergen                   | Secretaris vanaf 6 november 1848. |
| Alexandre Daminet                         | Liberaal  | Rechtstreeks gekozen senator | Zinnik                   | |
| Victor Savart                             | Liberaal  | Rechtstreeks gekozen senator | Doornik                  | Secretaris. |
| Augustin Dumon-Dumortier                  | Liberaal  | Rechtstreeks gekozen senator | Doornik                  | Senaatsvoorzitter en vanaf 12 januari 1850 voorzitter van de commissie Binnenlandse Zaken. |
| Eugène de Ligne                           | Liberaal  | Rechtstreeks gekozen senator | Aat                      | Vervangt vanaf 6 november 1848 Ferdinand Visart de Bocarmé, die lid wordt van de Kamer van volksvertegenwoordigers. De Ligne is vanaf 12 januari 1850 voorzitter van de commissie Buitenlandse Zaken. |
| Gustave van Leempoel de Nieuwmunster      | Liberaal  | Rechtstreeks gekozen senator | Thuin                    | |
| Ferdinand Spitaels                        | Liberaal  | Rechtstreeks gekozen senator | Charleroi                | |
| Eugène François de Dorlodot               | Katholiek | Rechtstreeks gekozen senator | Charleroi                | Vervangt vanaf 12 november 1850 François-Philippe de Haussy (Liberaal), die gouverneur wordt van de Nationale Bank.                                                                                   |
| Joseph-Louis de Waha                      | Liberaal  | Rechtstreeks gekozen senator | Luik                     | Secretaris tot 6 november 1848. |
| Hyacinthe de Chestret                     | Liberaal  | Rechtstreeks gekozen senator | Luik                     | |
| Joseph Forgeur                            | Liberaal  | Rechtstreeks gekozen senator | Luik                     | Vervangt vanaf 11 augustus 1851 de overleden Joseph de Potesta. |
| Camille de Tornaco                        | Liberaal  | Rechtstreeks gekozen senator | Hoei                     | |
| Pierre Eloy de Burdinne                   | Katholiek | Rechtstreeks gekozen senator | Borgworm                 | Vervangt vanaf 6 november 1848 Louis-Joseph de Renesse (Liberaal), die senator voor de kieskring Tongeren-Maaseik wordt.                                                                              |
| Albert Rutten                             | Liberaal  | Rechtstreeks gekozen senator | Verviers                 | |
| Antoine de Pitteurs-Hiegaerts             | Liberaal  | Rechtstreeks gekozen senator | Hasselt                  | |
| Louis-Joseph de Renesse                   | Liberaal  | Rechtstreeks gekozen senator | Tongeren-Maaseik         | Secretaris en voorzitter van de commissie Oorlog. |
| Auguste de Favereau                       | Liberaal  | Rechtstreeks gekozen senator | Aarlen-Bastenaken-Marche | |
| Léopold Zoude                             | Liberaal  | Rechtstreeks gekozen senator | Neufchâteau-Virton       | |
| Jean d'Omalius d'Halloy                   | Katholiek | Rechtstreeks gekozen senator | Dinant-Philippeville     | |
| Pierre-Charles Desmanet de Biesme         | Katholiek | Rechtstreeks gekozen senator | Namen                    | |
| François Piéton                           | Liberaal  | Rechtstreeks gekozen senator | Namen                    | |